# Andy Delmore
Andrew Delmore (Windsor, 26 dicembre 1976) è un allenatore di hockey su ghiaccio ed ex hockeista su ghiaccio canadese.

## Carriera
Cresciuto hockeisticamente nella Ontario Hockey League dapprima coi North Bay Centennials poi coi Sarnia Sting, al termine della stagione 1996-1997 fu messo in prova dai Fredericton Canadiens, con cui esordì nel professionismo, in American Hockey League.
Per la stagione successiva fu messo sotto contratto dai Philadelphia Phantoms, mettendosi in luce tanto da guadagnarsi un contratto in National Hockey League con i Philadelphia Flyers, di cui i Phantoms erano farm team. Qui rimase fino al 2001, guadagnandosi sempre più spazio.
Nel 2001 passò ai Nashville Predators, con cui giocò per due stagioni. Fu poi messo sotto contratto dai Buffalo Sabres.
Nella stagione del lockout del 2004-2005 giocò in Deutsche Eishockey Liga con gli Adler Mannheim.
Al ritorno in Nord America fu messo sotto contratto dai Columbus Blue Jackets, dove trovò poco spazio: in quella stagione e nella successiva giocò quasi esclusivamente in AHL.
Nel 2007 è tornato in Germania, agli Hamburg Freezers, per due stagioni, al termine delle quali fu messo sotto contratto dai Detroit Red Wings, che lo girarono ai Grand Rapids Griffins. Nel mese di aprile passò ai Calgary Flames, ma neppure con loro tornò a giocare in NHL: fu girato agli Abbotsford Heat per gli ultimi incontri stagionali.
Nelle successive tre stagioni è di nuovo in Europa: per una stagione in Norvegia al Lørenskog IK; nella successiva gioca nella prima parte al Medveščak Zagabria in EBEL, poi al SV Renon; nel 2012-2013, la sua ultima stagione da giocatore, inizia in EBEL con i Graz 99ers, ritorna al Renon in novembre 2012, ma il suo contratto viene rescisso, poiché gli stranieri in rosa sono troppi, nel successivo mese di gennaio, e chiude la stagione all'HC Bolzano.
Ha annunciato il ritiro da giocatore e l'inizio della carriera da allenatore nel luglio 2013. Nel suo primo anno è stato assistente allenatore dei Sarnia Sting nella lega giovanile Ontario Hockey League; dopo un anno è passato, sempre come assistente allenatore, alla squadra dell'Università di Windsor (CIS); anche qui rimase una sola stagione prima di divenire assistente allenatore dei Toledo Walleye in ECHL.

## Palmarès

### Club
- Calder Cup: 1

Philadelphia Phantoms: 1997-1998
- Ontario Hockey League: 1

North Bay: 1993-1994

### Individuale
- Eddie Shore Award: 1

2005-2006
- AHL First All-Star Team: 1

2005-2006
- AHL All-Star Classic: 1

2006
- DEL All-Star Game: 2

2005, 2009